# 397 Vienna
397 Vienna eller 1894 BM är en asteroid i huvudbältet, som upptäcktes 19 december 1894 av den franske astronomen Auguste Charlois. Den har fått sitt namn efter den österrikiska huvudstaden Wien.
Asteroiden har en diameter på ungefär 49 kilometer.